# فصة منقبضة
الفصة المنقبضة (باللاتينية: Medicago constricta) نوع نباتي يتبع جنس الفصة من الفصيلة البقولية.

## الموئل والانتشار
موطنها بلاد الشام وتركيا وقبرص واليونان وبلغاريا وصولا إلى المغرب العربي والعراق وإيران.

## مرادفات للاسم العلمي
- (باللاتينية: Medicago rigidula subsp. constricta (Durieu) Ponert)